# Josefina Gómez Mendoza
Josefina Gómez Mendoza, née le 1er juin 1942, est une géographe, écrivaine et professeure émérite espagnole. De 2001 à 2005, elle est rectrice de l'université nationale d'enseignement à distance (UNED).

## Biographie
Josefina Gómez Mendoza est titulaire d'une licence en philosophie et littérature du département d'histoire de l'université complutense de Madrid (1974), ainsi que d'un doctorat en philosophie et littérature du département d'histoire et de géographie de la même université.
En 1978, elle y devient professeure adjointe de géographie et professeure associée en 1979. En 1981, elle remporte le concours d'accès à la Chaire de géographie de l'Espagne.
De 1985 à 2012, elle est professeure d'analyse géographique régionale à l'université autonome de Madrid. De 2001 à 2005, elle est rectrice de l'université nationale d'enseignement à distance (UNED).
En plus de publier plusieurs livres, elle écrit pour les médias, dont le journal El País.
Gómez Mendoza est également élue conseillère d'État de 2003 à 2008 et de 2008 à 2013. Elle est membre du Conseil national des parcs nationaux depuis 2008.
Elle est présidente de l'Association des géographes espagnols de 1993 à 1997.

## Travaux
Josefina Gómez Mendoza est une géographe espagnole dont les travaux portent principalement sur la gestion des forêts, l'histoire des politiques d'aménagement en Espagne, les paysages ruraux et la durabilité environnementale.
Elle a étudié en profondeur les politiques forestières espagnoles, notamment dans son ouvrage Ciencia y política de los montes españoles (1848-1936) (1992), où elle analyse l'évolution des politiques publiques en matière de gestion forestière. Elle s'est également intéressée aux transformations des paysages naturels, comme en témoigne Los paisajes de Madrid (Naturaleza y Medio Rural) (1999), une étude détaillée sur l'évolution du paysage madrilène.
Elle contribue régulièrement à la diffusion scientifique à travers des articles dans la presse et des conférences internationales, partageant son expertise sur l'histoire environnementale et la gestion durable des territoires.

## Récompenses et honneurs
Elle est membre de l'Académie royale d'histoire, Médaille n°7 (élue le 8 février 2002, prise de fonctions le 27 avril 2003), et de la Royal Academy of Engineering, Médaille n°58 (prise de fonctions le 21 mars 2006).
En juin 2005, elle est nommée docteure honoris causa de l'université Charles-III de Madrid et investie le 3 février 2006.
En septembre 2012, elle obtient une chaire émérite de l'université autonome de Madrid. En octobre, elle est également nommée professeure émérite de l'université autonome, et en novembre, docteure honoris causa de l'École normale supérieure de Lyon.
- 1985 : Ordre des Palmes académiques
- 1998 : Médaille d'or de l'université autonome de Madrid[12]
- 2002 : Grand-croix de l'ordre civil d'Alphonse X le Sage[13];
- 2005 : Docteure honoris causa de l'université Charles-III de Madrid
- 2009 : Médaille d'or du travail[14],[15]
- 2011 : Distinction Fernando González Bernáldez de la Fondation González Bernáldez[16]
- 2012 : Docteure honoris causa de l'École normale supérieure de Lyon[11]
- 2014 : Prix national de la Société géographique espagnole
- 2015 : Médaille de l'Association des géographes espagnols
- 2017 : Prix national d'histoire de l'Espagne
- Prix Diego de Saavedra Fajardo de géographie, économie, sociologie et littérature

## Publications
- (es) Josefina Gómez Mendoza, Agricultura y expansión urbana: la campiña del bajo Henares en la aglomeración de Madrid, 1977 (ISBN 9788420621920)
- (es) Josefina Gómez Mendoza, Nicolás Ortega Cantero, Julio Muñoz Jiménez, El pensamiento geográfico: estudio interpretativo y antología de textos, Alianza, 1982 (ISBN 84-206-8045-1)
- (es) Josefina Gómez Mendoza, Viajeros y paisajes, 1988 (ISBN 9788420625560)
- (es) Josefina Gómez Mendoza, Ciencia y política de los montes españoles (1848-1936), Madrid, ICONA, 1992 (ISBN 84-8014-026-7)
- (es) Josefina Gómez Mendoza, Los paysages de Madrid (Naturaleza y Medio Rural), Alianza Editorial Sa, 1999, 301 p. (ISBN 9788420644882)